# 建筑物

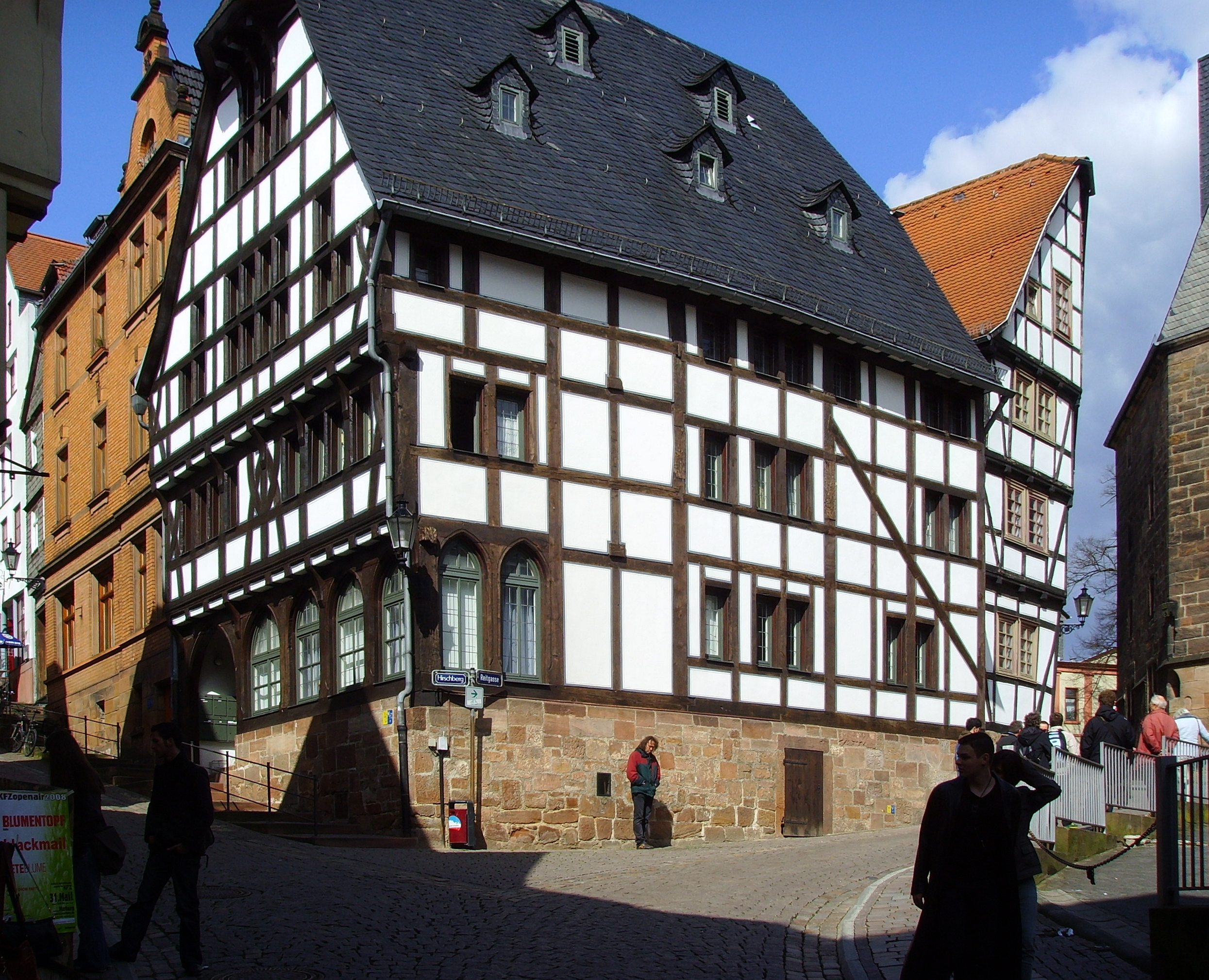
東歐式石木混造建築

建筑物是一種含有地基、門窗、屋頂與牆壁等構件並且或多或少永久佇立於一個地點的房屋或結構物，一般指人们或为了其可观赏之形象、或为了其可使用之空间的，相对于地面固定且有一定存在时间的人造物。它是建筑学或建筑设计研究的对象。汉语中，建筑物和建筑学都有时会称“建筑”，从而引起某种程度的混淆。
一般情况下，建筑物建造出来的目的既侧重于得到人可以活动的建筑空间——建筑物内部的空间(现代主义建筑非常强调这点)或/和建筑物外部之间围合而成的空间（比如城市中的市民广场）；也侧重于获得建筑形象——建筑物的外部形象（如纪念碑）或/和建筑物的内部形象（如教堂）。这其中，重在获得可使用的内部空间和/或可观赏的外部形象的建筑物往往是多数。那些并不重在获取内部空间也不重在获得外部形象，而是重在行使除前所述外的其它特定作用的人造物，则可能被称作“构筑物”或“构造物”，比如水坝、电线铁塔等。而有些则可能介于“建筑物”和“构筑物”之间，比如电视塔，一方面它重在电视信号的发射、一方面它也比较被人们重视于展示其外部形象。
人類藉著興建各種建築群，提供社會運作的空間或機能需求。它们往往都具备人能居住、宗教、商业、生产等活动的稳定空间，是人造自然的主体。

## 歷史
公元前18000年左右，人類歷史上即有房屋建築結構問世的記錄。 建築物在新石器時代開始變得普遍（見新石器時代建築）。

## 區別
有些分類為了明確表達使用性，會將建築物與人們不長期佔用的非建築結構物區別，另外有些建築學者也為了避免混淆，而刻意在其中把外型經過人們具有意識創作出來的建築物細分為「建築」（Architecture）。需注意的是，有时建筑物也可能会被扩展到包涵“非建筑构筑物”，诸如桥梁、电塔、隧道等。

## 建築的藝術性

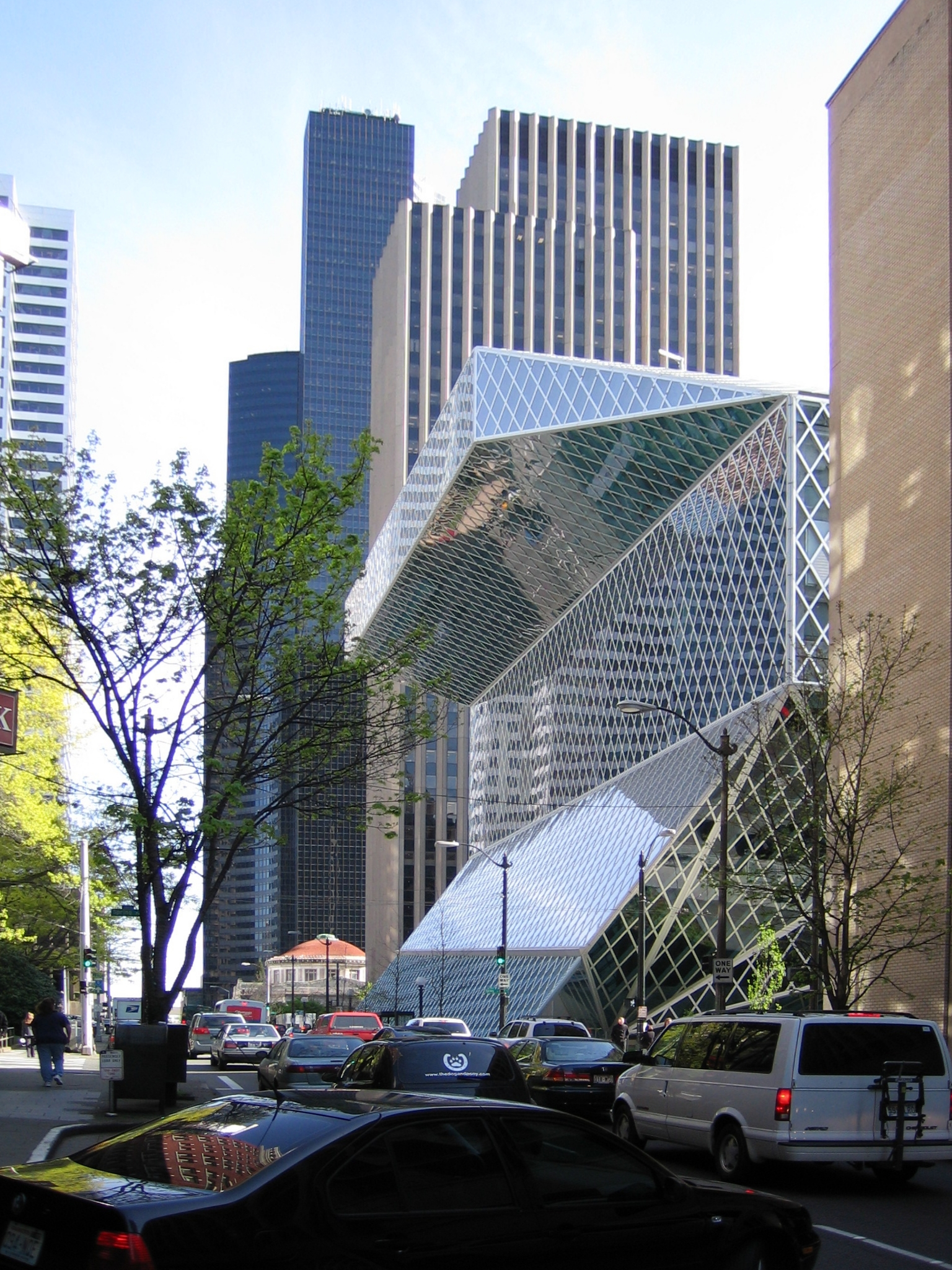
荷蘭大都會建築事務所與雷姆·庫哈斯的西雅圖中央圖書館

建築（Architecture）是人類藉突發的想像力，或模仿自然界的形態，對居住環境進行改善而構築的人造物，有時是結合許多人經過長時間的持續工作才能完成。一般認為「建築」與「建築物」（building）或「構造物」（structure）是有所區別的，因為建築通常具有美學的意義或特徵，有時也具有特殊的象徵性。
世界上絕大多數的建築物純粹是為了使用機能而建造的，但透過人們追求視覺美感的天性，多數建築物具有美的特質，有些是因為符合力學原理，自然產生的穩定感；有些是因使用地域性自然材料，與環境相融形成的和諧；而其餘那些經由設計師或使用者刻意進行美化（修飾視覺角度、添加裝飾物、增加細部等）的建築物，就被稱為建築。弗里德里希·謝林在《藝術的哲學》裡說：建筑是凝固的音乐（Architecture is frozen music.）；另外也有人说：建筑是一首哲理诗，这都说明了建筑的艺术性。

## 建築物的使用與限制
建築物雖有時展現藝術性或象徵性，但主要仍是因其功能而建造，建築物多半是為了克服自然環境的挑戰與限制，從「遮風」（牆）、「避雨」（屋頂），到跨越河流聯繫兩地（橋樑），有時為了避免阻擋選擇架高（無線電塔），有時則選擇穿越（隧道）。當人們的需求增加時，建築物也開始呈現巨大化，便產生限制，一般而言，材料、技术、機能、法令甚至是經費都是建築物主要的限制。

## 建築物種類
建築物（供人們生活行為使用之空間）依其功能大致可分為：
- 居住空間，如宫殿、官邸、園林、宿舍、民居等
- 辦公空間，如寫字樓、政府部門辦公室、議會、法院等
- 商業建築，如商場、交易所、金融中心等
- 娛樂建築，如酒店（渡假村、招待所）、劇場（歌劇院、電影院）、遊樂園（主題公園）、俱樂部、舞廳、賭場、遊廓等
- 體育設施，如體育場、體育館（巨蛋）等。
- 宗教活動，如寺庙、教堂、清真寺等
- 科研教育，如學校、博物館、圖書館、科學園區、研究中心、實驗室、醫院等
- 交通運輸，如車站、機場、塔台、燈塔、港口、橋樑等
- 軍事防禦，如城堡、堡壘、要塞、砲台、軍營、塔樓等
- 紀念先人，如祠堂、紀念館、紀念碑、紀念物、坟墓、陵墓（金字塔）、寶塔（舍利塔、納骨塔）等

构筑物包括：
- 堤坝
- 隧道
- 矿道

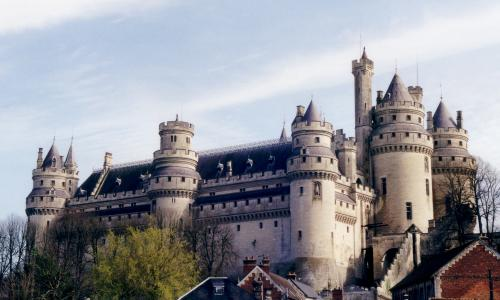
法國皮耶楓城堡
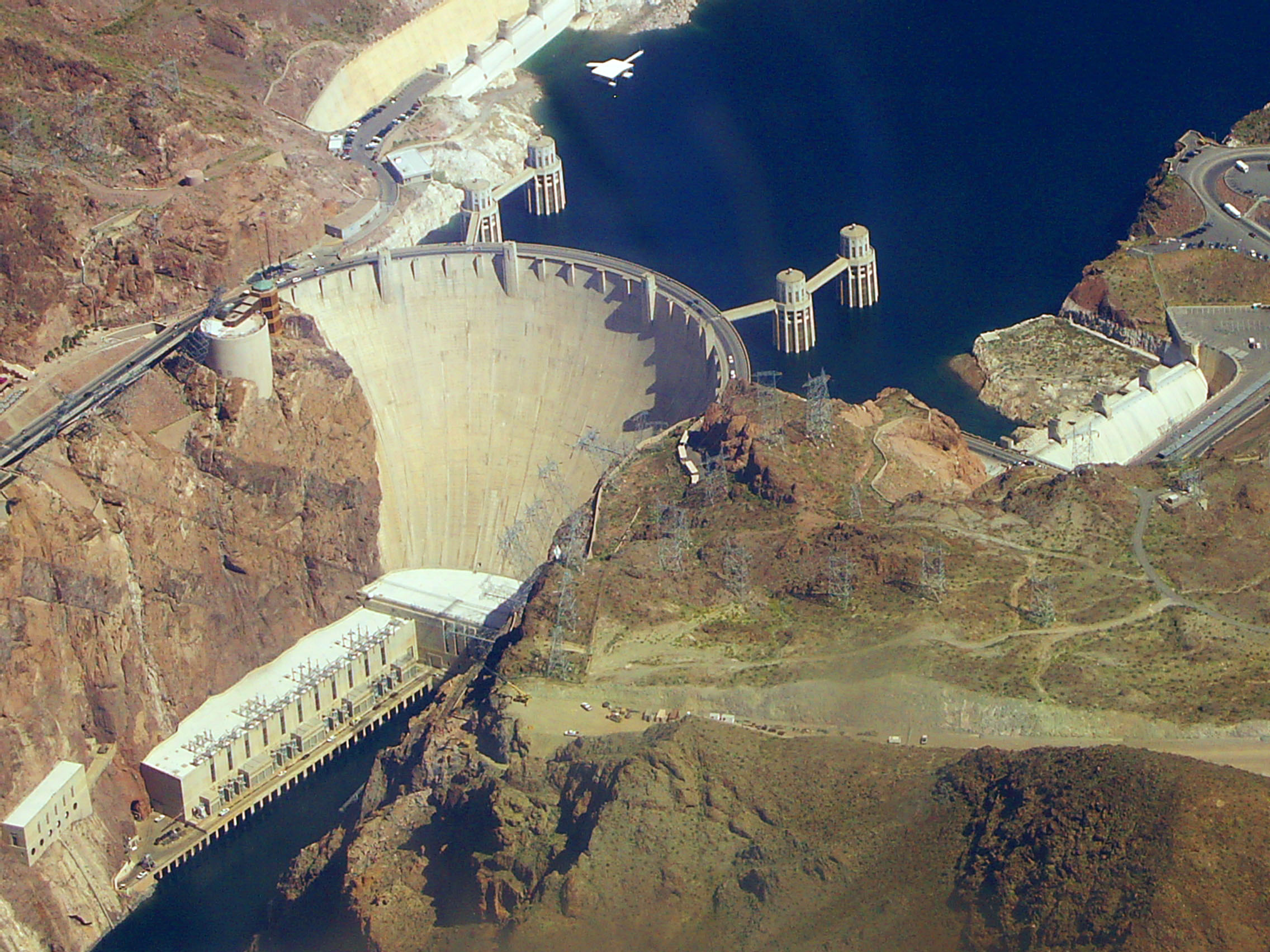
美國胡佛水壩
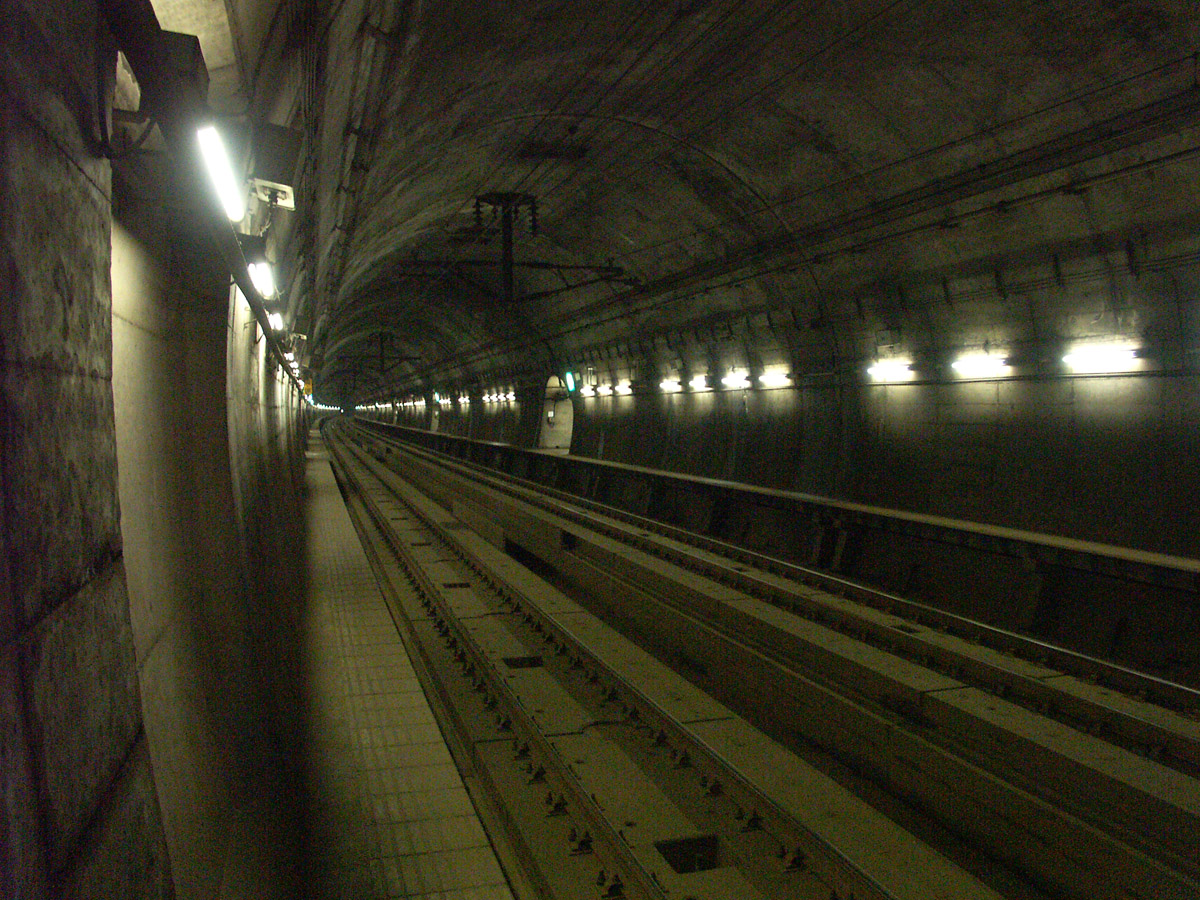
日本青函海底隧道
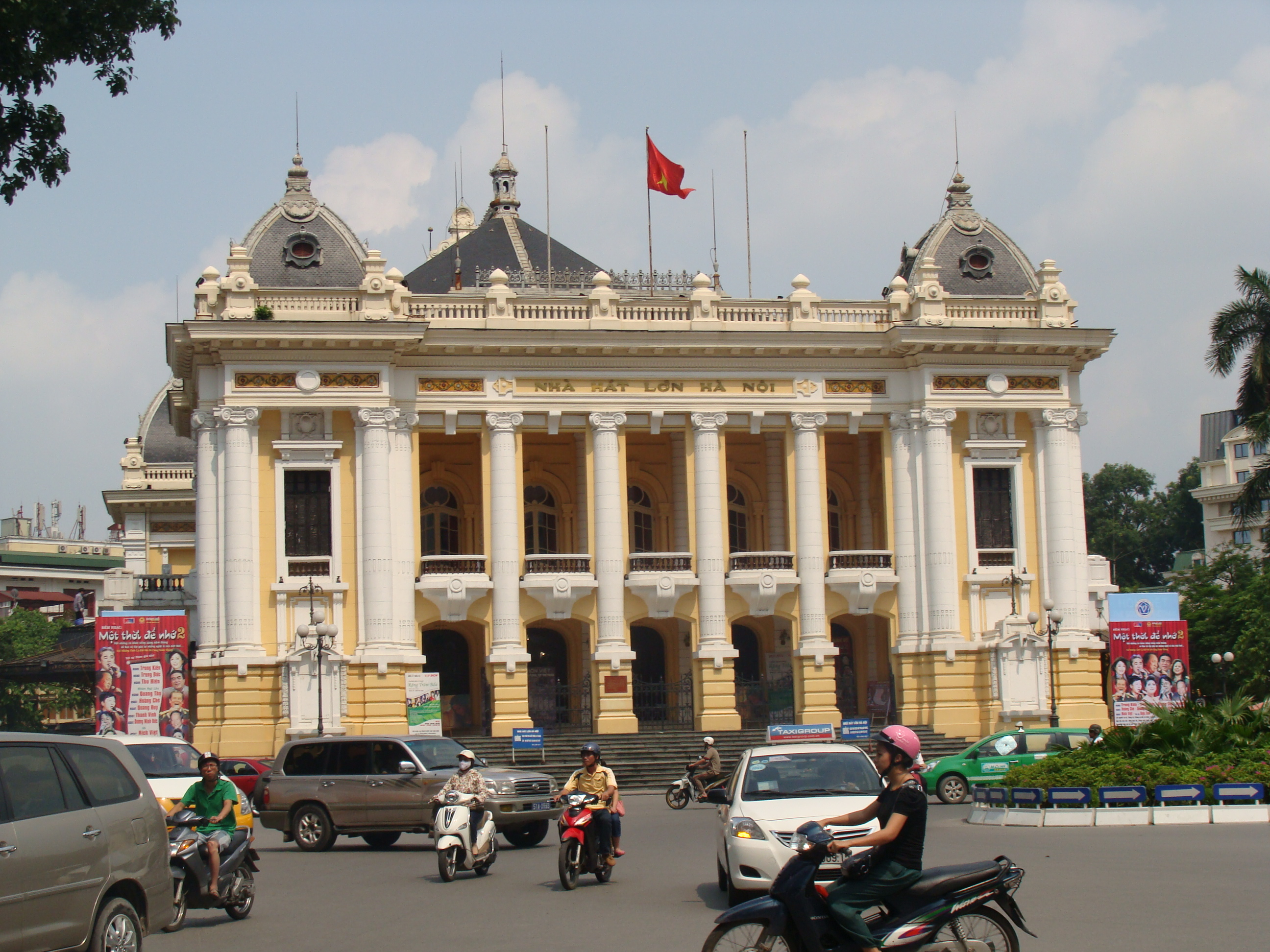
越南河內大劇院

## 建筑损坏

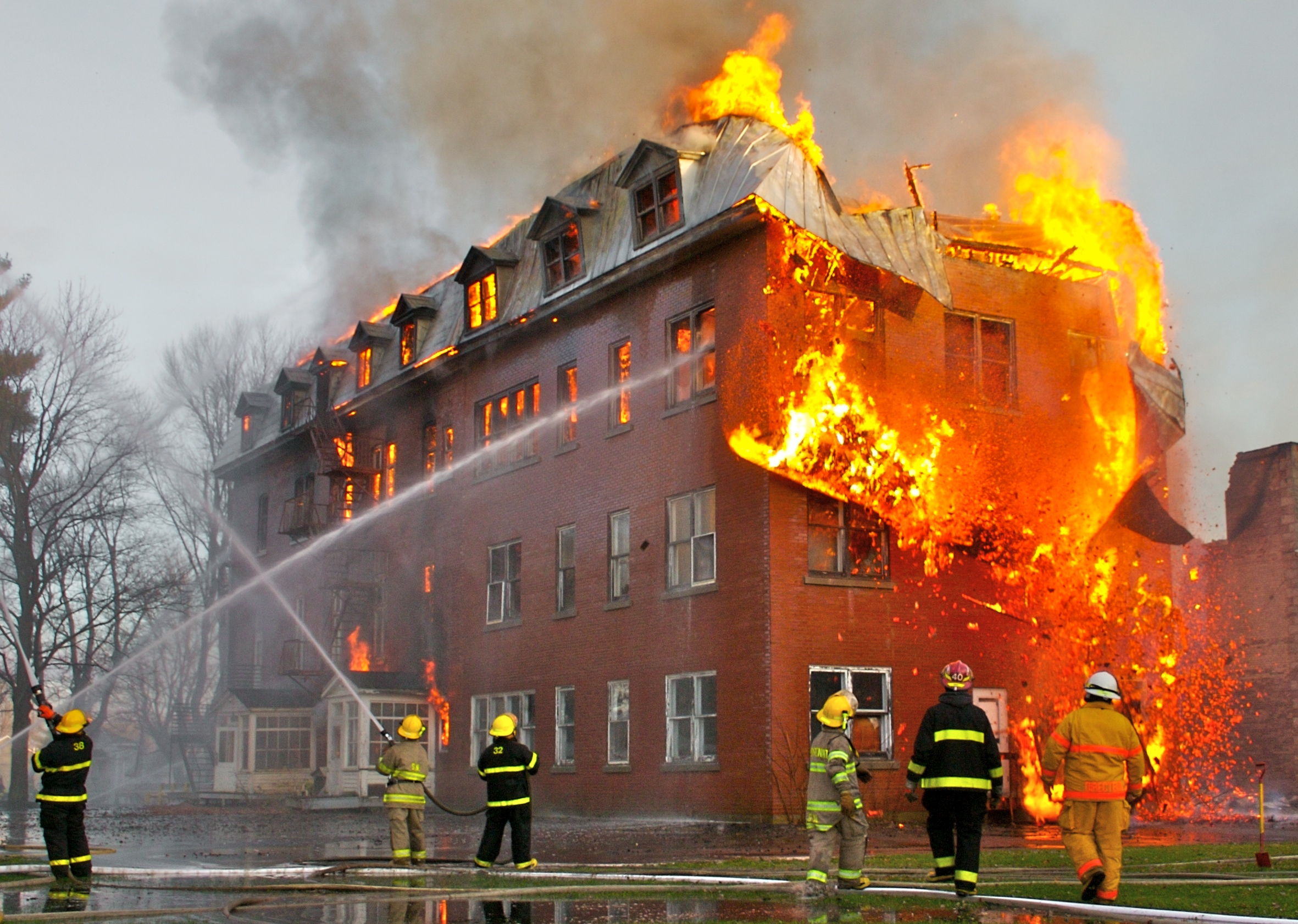
被火灾吞噬的加拿大魁北克省Massueville的一座建筑

建筑物可能在建造或维护过程中受损。它们可能由于事故、暴风雨、爆炸、采矿引起的地基沉降、抽水、地基不稳或滑坡而受损。建筑物可能遭受火灾损坏和洪水损坏。建筑物还可能因缺乏适当的维护或不当的改建工作而变得破旧。